# フォレスト郡 (ペンシルベニア州)
フォレスト郡（英: Forest County）は、アメリカ合衆国ペンシルベニア州の北西部に位置する郡である。2010年国勢調査での人口は7,716人であり、2000年の36,804人から56.0%増加した。郡庁所在地はティオネスタ・ボロ（人口483人）であり、同郡で人口最大の町でもある。田園部の隠棲地として著名であり、住居の75%近くがセカンドハウスあるいは休暇用家屋である。郡内に交通信号機が1つも無いことでは州内唯一の郡である。このような事情にも拘わらず、州内では急速に成長している郡となっている。これは郡内に州立矯正施設が開所されたことが大きな要因である。
フォレスト郡は1848年4月11日にジェファーソン郡から分離して設立された。1866年10月31日にベナンゴ郡の一部が編入され、領域が大きくなった。

## 地理
アメリカ合衆国国勢調査局に拠れば、郡域全面積は431平方マイル (1,116.3 km2)であり、このうち陸地428平方マイル (1,108.5 km2)、水域は3平方マイル (7.8 km2)で水域率は0.76%である。

### 隣接する郡
- ウォーレン郡 - 北
- マッキーン郡 - 北東
- エルク郡 - 東
- ジェファーソン郡 - 南
- クラリオン郡 - 南
- ベナンゴ郡 - 西

### 国立保護地域
- アレゲニー国立の森（部分）

### 州立公園
- クック森林州立公園（部分）

## 人口動態
以下は2000年国勢調査による人口統計データである。
| 基礎データ - 人口: 4,946人 - 世帯数: 2,000 世帯 - 家族数: 1,328 家族 - 人口密度: 4人/km2（12人/mi2） - 住居数: 8,701軒 - 住居密度: 8軒/km2（20軒/mi2） 人種別人口構成 - 白人: 95.94% - アフリカン・アメリカン: 2.22% - ネイティブ・アメリカン: 0.40% - アジア人: 0.14% - その他の人種: 0.69% - 混血: 0.61% - ヒスパニック・ラテン系: 1.21% 先祖による構成 - ドイツ系：38.1% - アイルランド系：13.9% - アメリカ人：8.1% - イギリス系：7.8% | 年齢別人口構成 - 18歳未満: 22.7% - 18-24歳: 5.9% - 25-44歳: 22.6% - 45-64歳: 28.9% - 65歳以上: 19.9% - 年齢の中央値: 44歳 - 性比（女性100人あたり男性の人口） - 総人口: 111.2 - 18歳以上: 102.3 世帯と家族（対世帯数） - 18歳未満の子供がいる: 23.2% - 結婚・同居している夫婦: 55.7% - 未婚・離婚・死別女性が世帯主: 6.7% - 非家族世帯: 33.6% - 単身世帯: 29.1% - 65歳以上の老人1人暮らし: 15.1% - 平均構成人数 - 世帯: 2.29人 - 家族: 2.81人 |

## 都市と町

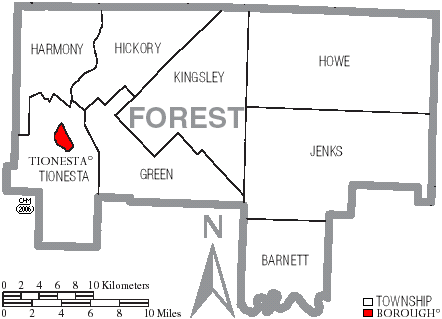
フォレスト郡の自治体、ボロは赤、タウンシップは白

ペンシルベニア州法の下では4種類の自治体がある。市、ボロ、タウンシップ、町である。

### ボロ
- ティオネスタ - 郡庁所在地

### タウンシップ
| - バーネット - グリーン - ハーモニー - ヒッコリー | - ハウ - ジェンクス - キングスリー - ティオネスタ |

### 国勢調査指定地域
- マリーンビル

## 教育

### 公共教育学区
- ごレスト地域教育学区